# Distrito de Esztergom
El distrito de Esztergom (húngaro: Esztergomi járás) es un distrito húngaro perteneciente al condado de Komárom-Esztergom.
En 2013 tiene 92 902 habitantes. Su capital es Esztergom.

## Municipios
El distrito tiene 5 ciudades (en negrita), un pueblo mayor (en cursiva) y 18 pueblos
(población a 1 de enero de 2013):
- Annavölgy (931)
- Bajna (1937)
- Bajót (1607)
- Csolnok (3166)
- Dág (948)
- Dömös (1144)
- Dorog (11 905)
- Epöl (647)
- Esztergom (28 550) – la capital
- Kesztölc (2606)
- Lábatlan (4968)
- Leányvár (1744)
- Máriahalom (643)
- Mogyorósbánya (853)
- Nagysáp (1531)
- Nyergesújfalu (7550)
- Piliscsév (2321)
- Pilismarót (1991)
- Sárisáp (2740)
- Süttő (2061)
- Tát (5327)
- Tokod (4137)
- Tokodaltáró (2922)
- Úny (673)